# Da Vinci Learning
Da Vinci Learning este un post de televiziune deținut de Macademia prin Da Vinci Media GmbH ce difuzeazǎ programe educaționale, înființat în anul 2007. Grila de programe a postului se axează pe educație pentru copii și documentare despre știință.

## Istoric
Da Vinci Learning a fost înființat în vara anului 2007 la Berlin, în Germania. Directorul postului este Ferdinand Habsburg.
Prima țară în care canalul a fost lansat a fost Polonia, la data de 15 septembrie 2007. Programele postului sunt în limbile: engleză, franceză, germană și spaniolă. Grila de programe include trei secțiuni, dedicate copiilor, familiei și adulților. Pe 1 martie 2008, Da Vinci Learning a fost lansat în România, cu subtitrare în română. 
Imaginea Da Vinci Learning în România este astronautul român Dumitru Dorin Prunariu, președintele Directoratului Agenției Spațiale Române. Canalul Da Vinci Learning a intrat în grila Digi pe 26 mai 2016.
Din 1 februarie 2022 versiunea HD s-a lansat la Vodafone TV și Orange TV înlocuind versiunea SD.

## Emisiuni pentru copii
- Lumea la orizont
- A fost odată… America
- A fost odată ... Terra
- Marvi Hämmer
- Echipajul numerelor
- Să ne jucăm cu numerele
- Matematica stelară
- Povestea vieții
- Povestea omului
- Casa matematicii
- Compania Electrică
- Terra văzută de Alban
- Pentru junior
- Tehnologia pentru cei mici
- Știința pentru toți
- Ce și cum
- Artzooka
- Totul pentru copii
- Degete dibace

## Emisiuni
- E posibil
- Știință pură
- Mari gânditori
- Science Shack
- Catalizatorul
- Cinematografia americană
- Kopfball – Jocul minții
- Cobaii
- V-ați pus vreodată întrebări despre mâncare
- Prelegerile lui Mark Steel
- Ființa digitală
- NOVA-Actualitatea științifică
- Expresul Exploratorilor
- Lupta lui Galileo pentru ceruri